# Diabolepis speratus
Diabolepis speratus — викопний вид дводишних лопатеперих риб. Риба мешкала у девонському періоді (400 млн років тому). Скам'янілості знайдені у Південному Китаю. Риба могла дихати у легенями і зябрами.